# 邱和順案
邱和顺案是中华民国最高法院在2011年判决定谳的一桩死刑案件。邱和顺被指控于1987年作为团伙主谋犯下“保險員柯洪玉蘭分屍案”与“新竹學童陸正遭綁架撕票案”（即陆正案）两起案件。
邱和顺自1988年9月遭羁押至今，已失去人身自由约36年，是台灣司法史上遭羈押最久的死刑犯。此案被指存在诸多疑点。案件侦办过程存在刑求等问题。邱和顺等多名被告长期喊冤并多次上诉。
邱和顺案受到多个主张废除死刑的民间团体的关切。2024年，包含邱和顺在内的37名待决死刑犯声请憲法法庭释宪，是为死刑释宪案。

## 案发

### 保險員柯洪玉蘭分屍案
1987年11月，苗栗縣女保險業務員柯洪玉蘭遭到強盜分屍。

### 新竹学童陆正遭绑架撕票案
1987年12月21日，新竹市國小學童陸正在新竹市聯美補習班傍晚下課後，於等待家人來接時，在晚間6時10分至15分之間失蹤。陸正遗体及凶器至今未被尋獲。

## 侦办
1988年，警方陸續逮捕以邱和順為首的「犯罪集團」，包括林坤明、吳淑貞、吳金衡、黃運福、朱福坤、林信純及余志祥等人（此犯罪集團共十二人，含外圍未成年少年八人。其中數人也參與林萬枝案、柯洪玉蘭案）。

### 争议
本案因為有刑求事實致使偵辦員警被判刑確定，甚至勒贖字條之指紋與錄音帶顯示作案真兇另有其人卻遭忽略，歷審判決更將刑求所取得的自白切割拼湊作為唯一證據，促使國際特赦組織發佈聲援書，國內多個公民團體展開救援行動、為其喊冤，法律學界於2010年發表人權報告書批判刑事程序與法院判決，以及義務律師團長期進行辯護。

#### 重要證據離奇消失
邱和順等人被起訴後，柯洪玉蘭案內重要物證（內有被害人柯洪玉蘭鞋子及殺豬刀、男性內褲等物之黑色塑膠袋），與陸正案內重要物證（歹徒勒贖錄音帶），竟均不翼而飛，從未在法院的審判程序出現。

#### 刑求
1994年台北市警察局刑事警察大隊、新竹地方法院檢察署、內政部警政署、內政部警政署刑事警察局等四個偵辦邱和順案的警檢機關，因涉刑求逼供（灌辣椒水、毆打、辱罵脅迫）等多項行政違失，監察院經調查數百捲警詢錄音帶後，提案糾正。爾後，員警於1998年7月30日（刑求時間為1988年10月）始獲判決有罪確定。當時偵訊的錄音錄影皆已於網路上公開。
警方宣布破案不久後，邱和順等被告向法院翻供，指稱遭到刑求，讓案件陷入謎團之中，全案也針對這部分展開激烈的言詞辯論。
各被告自白之間存在矛盾。
1.	被告羅○勳與鄧○振指出柯洪玉蘭遇害當天穿著長裙，但證人卻稱被告穿著綠色七分褲
2.	邱和順稱柯洪玉蘭受騙當天被押至亞洲旅社或國都旅社投宿，但兩間旅館人員都稱當天未看見兩人來投宿
3.	被告自白的兇刀與陳屍現場所發現的不符
4.	被告自白的分屍手法與楊日松研判的分屍手法不符
最高法院100年判決書指出审讯錄音有許多部份不完整，員警口氣音量不佳，有類似拍打聲，亦有部分可看出警方有以強暴脅迫的方式讯问。
在最高法院87年度台上字第2544號刑事判決中，認定偵訊被告余志祥之員警中有人有刑求取供、偽證等事實，現已定讞。
法院最後在證據力上仍然肯認部分被告的自白有效，如訊問被告吳淑貞和鄧運振出現拍打聲的部分，法院認定並未因為受驚嚇而聲音有異樣，剩下的筆錄則是以查無外傷、或無法證明有確實刑求之事實依然被加以採納。

## 司法程序

### 被告
本案總共有12名被告，包括邱和順、林坤明、吳金衡（案發時均二十餘歲）、吳淑貞、黃○○（案發時二十未滿）與八名少年（案發時均未滿十六歲，無前科紀錄）。其中僅邱和順、林坤明、吳淑貞三人持續上訴至更十一審；吳金衡於更十審終結前死亡，其餘八名被告於更十審前分別、先後被判8年至16年不等的刑期，當時即放棄上訴，但他們在放棄上訴的書狀中仍然堅稱自己清白，是因不堪訴訟之累，且所判刑期已接近羈押期間，而法律規定羈押期間可折抵刑期，才不得已放棄訴訟，而出獄後仍喊冤至今。

### 裁判
- 1989年1月，陸正綁架撕票案與柯洪玉蘭強盜分屍案一併審理，新竹地方法院宣判邱和順死刑。
- 1992年1月16日，台灣高等法院判決，邱和順維持死刑判決。原被判處死刑的吳金衡改判為無罪，黃運福、朱福坤、林信純和吳淑貞4人則分別改判無期徒刑至有期徒刑10年不等的刑期。
- 1994年9月29日，監察院通過前監察委員王清峰所提彈劾案，彈劾偵辦陸正案的10名警員、2名檢察官，彈劾理由為檢警在辦案時對涉案人「施以強暴脅迫」及「草率結案」。
- 2005年4月8日，高院更八審判決，邱和順被判處死刑、褫奪公權終身，一審被判死刑的林坤明這次獲改判17年，吳淑貞和吳金衡各判刑11年。
- 2009年4月13日，高院更十審宣判，邱和順被判處死刑、褫奪公權終身，林坤明兩案合併被判處有期徒刑17年，吳淑貞有期徒刑11年；吳金衡則因更十審審理期間死亡，因此公訴不受理。

- 2011年5月12日，高院更十一審宣判，邱和順遭判處死刑、褫奪公權終身；同案被告林坤明被判刑17年，吳淑貞判刑10年。

- 2011年7月28日，最高法院駁回上訴，維持高院更十一審認定，判決邱和順死刑、褫奪公權終身定讞；同案被告林坤明17年徒刑、吳淑貞10年徒刑定讞。

## 定谳之后

### 调查与上诉
2011年7月28日，兩名退休員警於邱和順死刑定讞後向民間司法改革基金會表示，在協同市刑大辦案的過程中，多次聽聞哀嚎、有人被打的聲音。且羅濟勳看到邱和順死刑定讞的報導，同樣主動來信司改會，控訴：「不是我去指證這些同案的，之所以會有這些自白全都是這些刑警刑求逼供而來…」，而邱和順律師團認為，兩名退休警員之供述符合2015年2月新修正的刑事訴訟法第420條之新證據要件，屬於有事實足認邱和順遭到刑求之情形，因此在2015年6月9日向台灣高等法院提起聲請再審。
6月22日，台灣高等法院認為，2位警員雖於歷次審理未出庭作證過，但2人所稱的刑求情節，卻是歷審必查且詳查的重點，且關於陳姓警員指稱本案共犯遭警員脅迫而下跪求饒之情事，法院指出，這段情節早已被歷審查明，是因為該共犯覺得對不起陸正，才會下跪。另外，當年警方因刑求陳仁宏、余志祥逼供，已被判刑，陳仁宏、余志祥2人遭刑求所做的筆錄也被排除證據能力，2人接受檢察官複訊時，已不再受不正取供的精神壓迫，但不能就此推論邱和順3人也一樣遭刑求，綜合各種判斷認定沒有新事實或新證據，據此駁回邱和順等人再審之聲請。
7月7日，邱和順律師團指出，退休警察之供述很明顯就可以指證當年偵辦之警察有對邱和順等人為刑求，但法院以原判決已就警察證言之各項主張詳予指駁為由駁回再審之聲請，顯然是預設原判決正確無誤，才引用為不採信警察證言的依據。律師團認為邱和順案高達500多份卷宗，法院在聲請再審後的短短13天內，就駁回邱和順等人的再審聲請，很明顯是沒有看過卷宗就草率結案，因此向最高法院提出抗告。
2013年6月17日，監察院於字號1010800016調查報告中指出，共同被告自白間相互矛盾，疑雲重重，充斥檢警誘導、威逼與利誘等不正方法於其間，將欠缺關聯性之證據及將與事實基礎顯欠缺之證據為證據選擇的對象，且將被告邱和順等欠缺任意性與不具證據能力之自白及認罪供述作為證據。另因本案除違反合理程序期間與羈押期間過長等重大影響被告人權外，亦有違反人權公約之情形，故建議檢察總長提起非常上訴。
2016年7月15日，檢察總長顏大和為邱和順提起非常上訴，最高法院審理後認為「邱和順自民國100年間，遭判死刑確定後，先後4次聲請再審，分成5案處理，皆被駁回，爭執點成為事實認定，此次藉由非常上訴途徑，仍然無非冀圖，翻異原確定判決所確認的事實，不符合非常上訴制度主要在同一法律適用的設計本旨」，於7月27日駁回非常上诉。
2018年8月10日，監察院發布新聞稿，監察委員高涌誠將針對邱和順案中「偵審機關就重要證物保存不善致案件纏訟多年，冤者及受害者皆難昭雪」一事，申請自動調查。
2024年，憲法法庭受理由張人堡等37名死刑犯提出的死刑釋憲案。

### 狱中邱和顺
2012年3月5日，邱和順認為監所以預防犯罪、教化等為由，開拆、檢查收容人收寄信件的內容，限制言論自由，要求其更改個人回憶錄中所記載的獄中生活內容始得寄出，侵害其通訊及言論自由，向法務部提起訴願。
2013年4月11日邱和順控監所侵害其通訊及言論自由，經訴願決定不受理，因而向台北高等行政法院提起行政訴訟，請求寄出回憶錄，遭台北高等行政法院駁回。

#### 被訴妨害性自主及詐欺
2022年，邱和顺被其在台北看守所的室友指控有性侵、诈欺等行为，案件交由新北地检署调查。9月20日，新北地检署认为诈欺罪证不足，决定不起诉。10月，新北地检署认为性侵罪证不足，亦作出不起诉处理；告诉人不服，声请再议，遭到台湾高等检察署驳回。

### 民间救援活动

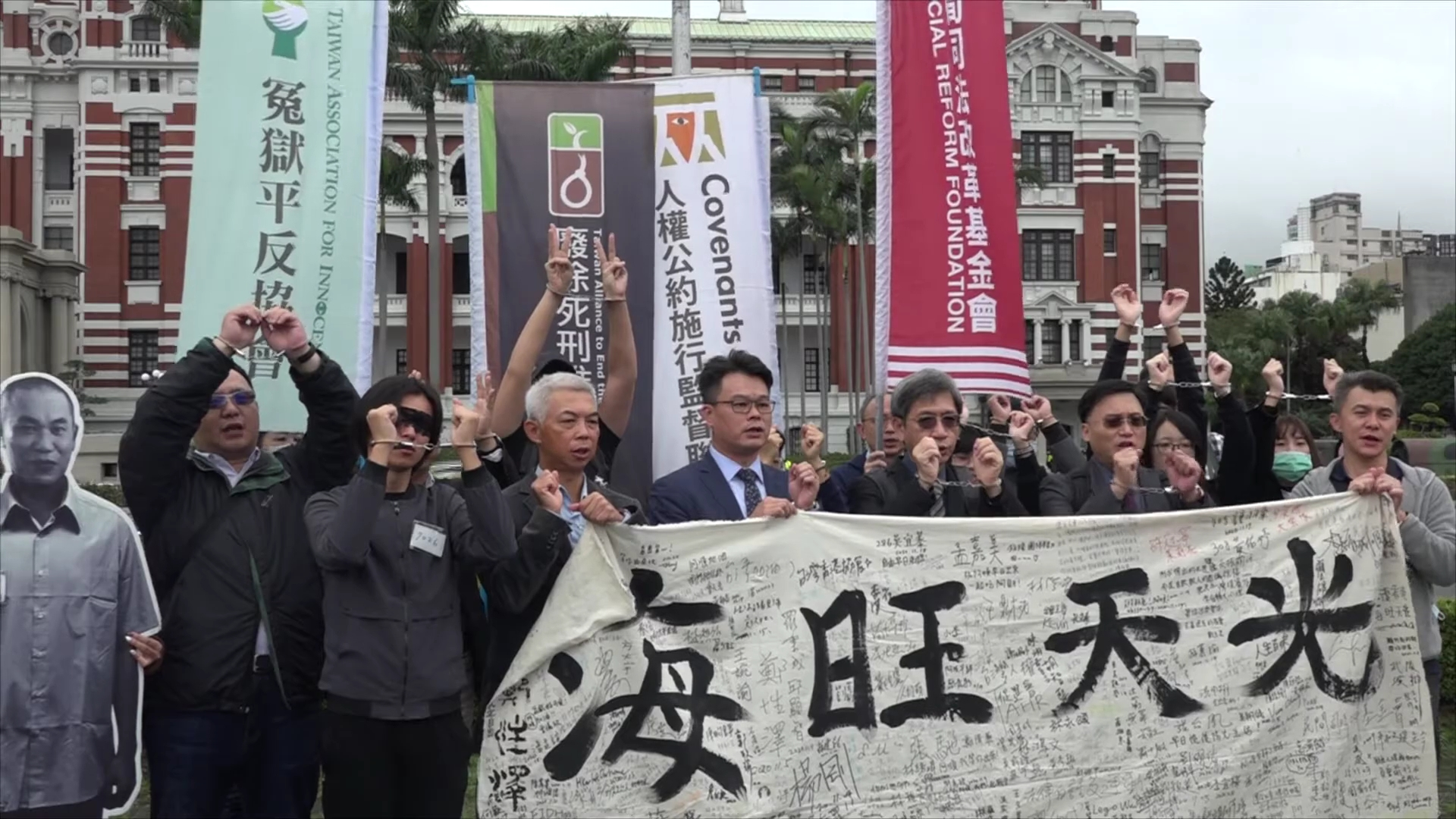
2020年12月10日，有台湾民间组织在总统府附近游行，要求特赦邱和顺

2011年9月2日，因邱和順案非常上訴遭駁回，國際特赦組織針對邱和順案所發動全球緊急救援（Urgent Action）。
2011年11月8日，前聯合國反酷刑調查官員諾威克於探視邱和順後指出，邱和順案判決違反國際人權公約。
2012年3月7日，邱和順保庇志工團成立，發起每周探視，社會聲援。
2012年12月10日，國際特赦組織發起全球寫信馬拉松活動聲援邱和順。
2012年12月16日，邱和順保庇志工團舉辦竹南龍鳳宮寫信趴。
2013年2月14日，國際特赦組織法國分會提交10萬份聲援聯署書給台灣駐法代表處。
2013年3月2日，國際人權專家發表台灣兩公約審查報告，指出邱和順不應被判死刑。
2013年3月20日，民間司法改革基金會開始邱和順外交計畫，招募學生回復國際聲援邱和順的信件。
2019年10月17日，模擬亞洲人權法院做出判決，宣告中華民國政府違反《公民與政治權利國際公約》第7條及第14條，關於國家因保障人民免於酷刑及不人道待遇，以及受到公平審判的義務，並認為「由於顯而易見的法庭程序失靈及事實認定錯誤」，使邱和順受到嚴重的不法侵害，並要求台灣的最高法院重新審查對邱和順所為的定罪及處刑，以公正且必要的方式，彌補並糾正邱和順所受基本人權的侵害，以利邱和順基本人權的保障及維護，並確保司法正義的實現。
2020年4月7日，邱和順生日當天，邱和順請求特赦救援團體至總統府遞交特赦請求書。4月15日，「邱和順案救援團體」邀請法律界、政治界、學術界、藝文界、宗教界等國內外各界人士共同請願，建請總統特赦邱和順。
2020年5月13日，「為邱和順自由而騎」，從台北看守所出發，沿途經過台北市區，最後抵達總統府前召開記者會。
在共同請願人名單中，除了長期聲援邱和順冤案平反的民間團體、學者與律師外，還包括了兩公約國際審查委員、總統府人權諮詢委員、現任立委與議員、金馬獎與金鐘獎導演、宗教領袖、藝文界、體育界等社會賢達人士，對於特赦邱和順均請願表示支持，由國際特赦組織發起全球救援行動，截至目前為止已有至少4萬個來自世間各國的連署，至少13個國家的分會參與這次的聲援行動。因此，合計超過10萬人加入了本次連署。

#### 非自願人權指標
民間司改會、國際特赦組織的人權報告均指出邱和順的定位為非自願人權指標，是非自願的遭受不法對待而無意間成為國際觀察台灣人權的重要指標，國際上各個團體都曾來調查過本案的狀況，其中也包括國際特赦組織、聯合國反酷刑調查官員都曾經指出這件案件的偵查過程有問題，使台灣的司法界審判品質成為國際注目的焦點。
根據政大法律系楊雲驊教授之人權觀察報告指出，邱和順案過程中羈押理由正當性不足、整體羈押期限過長、並且在羈押過程中未積極開庭審理等違反人權事項，與國際人權的標準不符。
而台大法律系林鈺雄教授的人權調查報告指出:其程序期間與羈押期間早已超越正常合理的範圍，法院在證據未積極蒐集之狀況下進行長期羈押並無理由。

## 外部連結
- 司法冤大頭【邱和順案】之一：李佳玟教授報告
- 司法冤大頭【邱和順案】之二：林俊宏律師報告
- 公視獨立特派員：死神的交易（邱和順案） （页面存档备份，存于）
- 邱和順案23年死刑定讞案情爭點大補帖 （页面存档备份，存于）
- 邱和順案部落格 （页面存档备份，存于）
- 短片:肉圓哥阿順 （页面存档备份，存于）
- 監察院字號1010800016調查報告 （页面存档备份，存于）
- 公視新聞議題中心 - 前聯合國反酷刑官員：邱和順案違反國際公約
- 公視新聞議題中心 - 「無差別」拆信檢查邱和順控北所違反兩公約
- 公視新聞議題網 - 噤聲的受刑人？評邱和順回憶錄案判決
- 邱和順：被國家綁架的一萬天 | 台灣廢除死刑推動聯盟